# Crawley (Nyugat-Ausztrália)
Crawley városrész a nyugat-ausztráliai Perth-ben, City of Subiaco és City of Perth kerületekben.
A terület korábbi neve Crawley Park volt.
Itt található az állam legrégebbi és legnevesebb egyeteme, a Nyugat-Ausztráliai Egyetem. A második világháború  alatt Crawley-ból indult a Double Sunrise repülőszázad, amit 1943-ban azért hoztak létre, hogy életben tartsa a légi összeköttetést Ausztrália és az Egyesült Királyság között.
A Crawley határát jelző csónakház jól ismert, és gyakorta fotózott látványosság Crawley-ban. Eredetileg az 1930-as évek elején építették, majd később több ízben tulajdonost váltott. Az ezredfordulót követő felújítása után a csónakház eredeti funkcióját a földet háromszor, illetve egyszer egyedül körbehajózó Jon Sanders és David Dicks állította vissza.
Az Eliza című szobor szintén a Swan-folyó Crawley területén lévő Matilda-öblében található. A Tony és Ben Jones által készített szobrot 2007. október 15-én leplezték le megemlékezésül a crawley-i strandra, a város 1914. és 1964. közötti első számú fürdőlétesítményére, ahol úszóversenyeket is rendeztek. Elizát kiemelkedő események alkalmával gyakran fel is öltöztetik.
A Royal Perth jachtklub szintén Crawley-ban, a Pelican Point partján lelt új otthonra, miután 1953-ban elköltözött korábbi, perth-i központjából.

## Fordítás
Ez a szócikk részben vagy egészben  a   Crawley, Western Australia című angol Wikipédia-szócikk ezen változatának fordításán alapul.  Az eredeti cikk szerkesztőit annak laptörténete sorolja fel. Ez a jelzés csupán a megfogalmazás eredetét és a szerzői jogokat jelzi, nem szolgál a cikkben szereplő információk forrásmegjelöléseként.

## További irodalom
- Williams, A. E. (1984) Nedlands : from campsite to city, Nedlands, W.A : City of Nedlands. ISBN 0-9590898-0-2